# Madison (New Hampshire)
Madison – miasto w Stanach Zjednoczonych, w stanie New Hampshire, w hrabstwie Carroll.